# Nvidia Tegra

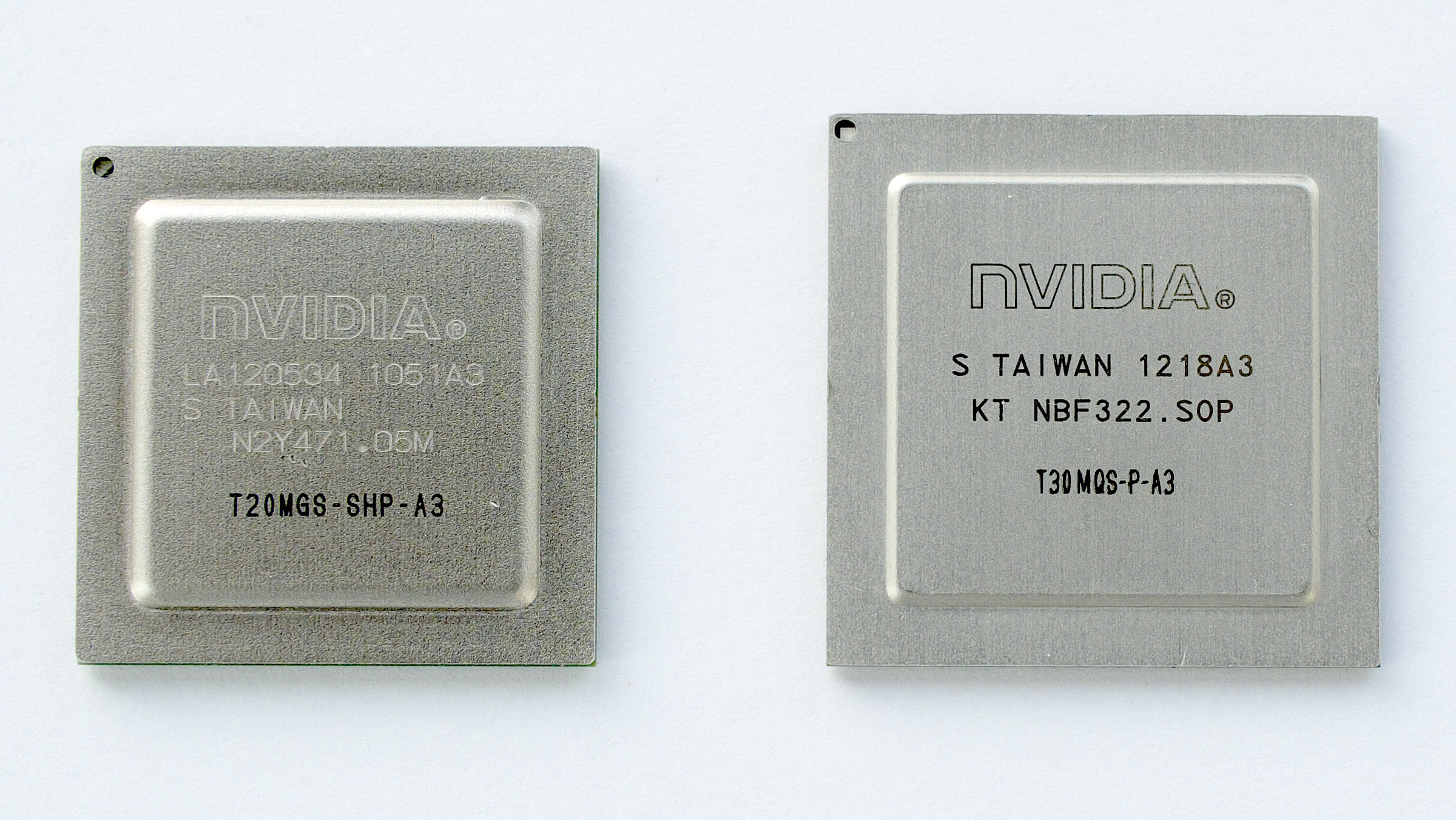
System-on-a-chip NVIDIA Tegra T20 (Tegra 2) i T30 (Tegra 3)

Nvidia Tegra – seria układów scalonych zbudowanych w systemie System-on-a-chip przeznaczonych do mobilnych platform na architekturze ARM przeznaczona do urządzeń przenośnych takich jak smartfony, smartbooki, PDA, MID i tablety.
Tegra łączy w architekturę ARM procesory CPU, GPU, northbridge, southbridge i kontroler pamięci w jedną część. Seria Tegra wyróżnia się oszczędnością oraz wysoką wydajnością w odtwarzaniu audio i wideo.

## Nvidia Tegra 3
Posiada cztery rdzenie ARM Cortex-A9 pracujące w częstotliwości 1 GHz. Ma również piąty rdzeń o częstotliwości 500 MHz, który nie jest widoczny dla systemu operacyjnego i aplikacji. Przeznaczony jest do mało wymagających zadań jak np. odtwarzanie muzyki. Dzięki temu można znacznie zmniejszyć pobór energii przez procesor, wydłużając tym samym czas pracy na baterii. Nvidia Tegra 3 zawiera też 12-rdzeniowy układ graficzny GeForce. Pierwszym tabletem zawierającym procesor Tegra 3 był Transformer Prime firmy Asus.